# Diego de Almagro
Diego de Almagro (1475 Almagro, Španělsko – 8. července 1538, Cuzco) byl španělský conquistador. Na svých dobyvatelských cestách prošel velkou část území Inků a jihoamerických And až daleko na jih od pouště Atacama.

## Dobyvatelské cesty
Do Ameriky přijel v roce 1514 s guvernérem d'Avilou. Nejprve zamířil do Panamy. V roce 1522 se spojil s Franciscem Pizarrem k dobytí Peru. Byl pověřen přísunem materiálu a vojáků z Panamy. Roku 1534 byl zmocněn, aby dobyl jižně od Pizarrovi oblasti vlastní místodržitelství. O rok později společně s Pedrem de Valdiviou a oddílem vydal z Cuzca na jihovýchod. Prošel po západním břehu jezera Titicaca, poté po východní břehu jezera Poopó až k jižním hranicím Incké říše. Přes náhorní plošinu postupoval dále do údolí Chicoany v povodí řeky Paraná, podél východních svahu And a nakonec je překročil za cenu velkých ztrát na lidských životech, zemřelo na 10 tisíc inckých nosičů a 100 Španělů. Údolím Copiapo dorazil k pobřeží a došel ke Coquimbu na 30° jižní šířky. Některé jeho oddíly pronikly až k Rio Maule na 35 jižní šířky. Zpět na sever se vracel po pobřeží, přes poušť Atacama až k Arice, odkud zamířil přes Andy do Cuzca, kam dorazil roku 1537.
Almagro při svém tažení prošel přes 5000 km neznámým územím a uskutečnil tak nejdelší a nejobtížnější pochod ze všech tažení v Jižní Americe. Očekávané bohatství však na jihu nenalezl a chtěl se proto zmocnit Peru. Po návratu porazil nejdříve u Cuzca inku Manko Cápaca II., který obléhal s velkou armádou ve městě Francisca Pizarra a činil si proto nároky na značnou část území Peru. To se Pizarrovi nelíbilo a proto s ním Almagro v roce 1538 bojoval u Las Salinas, ale byl Pizarrem poražen a na jeho rozkaz zajat a uškrcen. Jeho syn Diego se domáhal nástupnictví po otci a dal Pizarra zavraždit. Krátce nato byl však ve válce mezi conquistadory poražen a roku 1542 popraven.